# Zheng He
Zheng He (chinês tradicional: 鄭和, chinês simplificado: 郑和, pinyin: Zhèng Hé, Wade–Giles: Cheng Ho) (1371–1433) foi um explorador chinês do século XV. Realizou viagens por mar pelo sudoeste asiático e pelo Oceano Índico. Chegou à Índia, ao Mar Vermelho e a Moçambique.

## Biografia
Zheng He foi originalmente chamado Ma He e nasceu em 1371. De etnia hui, era o segundo filho de um família muçulmana, que também teve quatro filhas, de Kunyang (昆阳), atual Jinning (晋宁), ao sul de Kunming, perto do canto sudoeste do Lago Tian em Yunnan.
Tanto seu avô e quanto seu bisavô tinham o título de Haji, o que indica que fizeram a peregrinação a Meca. Seu bisavô foi nomeado Bayan e pode ter sido um membro de uma guarnição mongol em Yunnan. Zheng He teria escutado os relatos de  suas viagens a  terras longínquas.

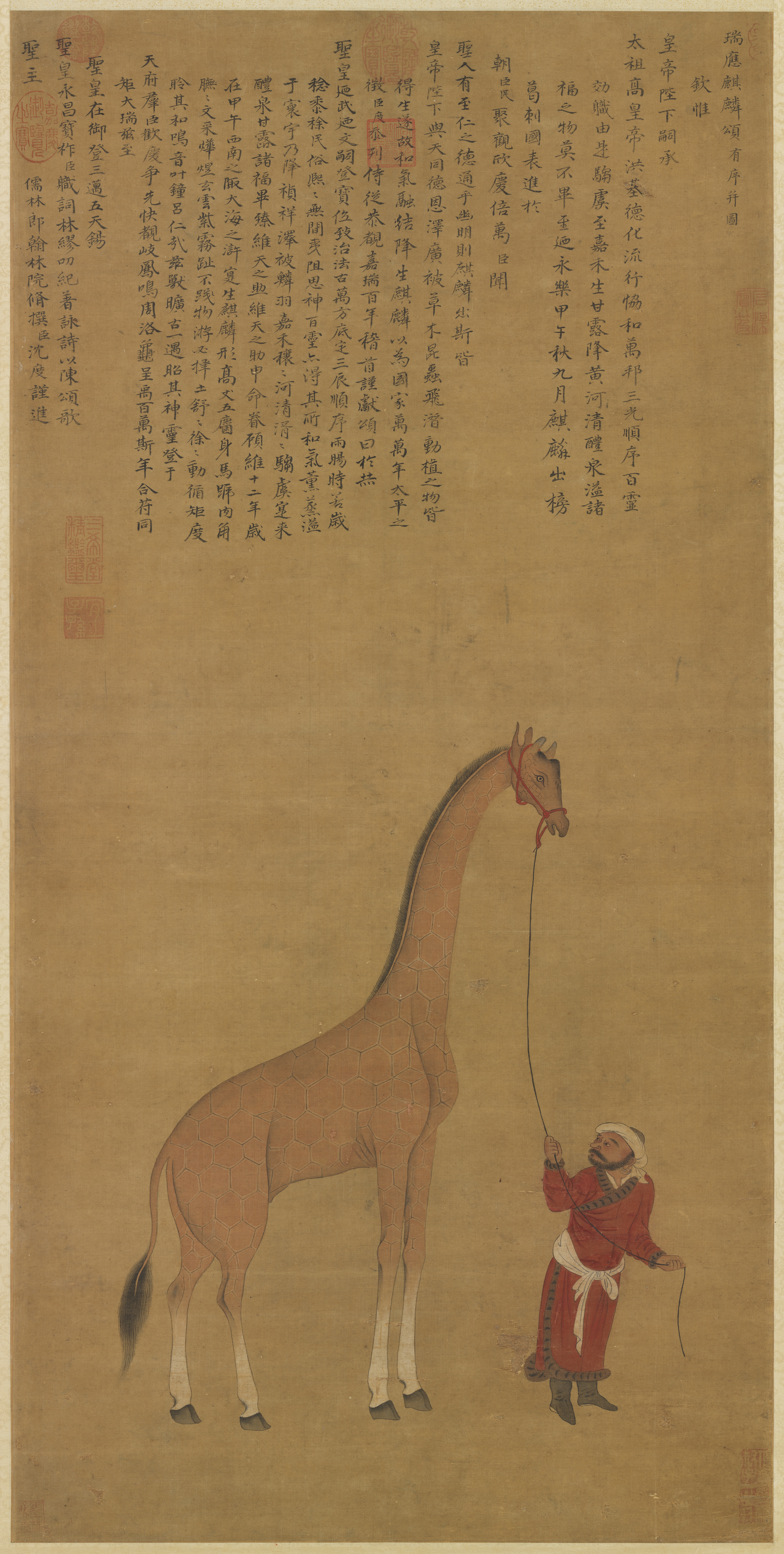
Girafa que teria sido trazida à China por uma das expedições de Zheng He em 1415

Em 1381, ano em que seu pai morreu e após a derrota da dinastia Yuan do Norte, um exército ming foi enviado para Yunnan para acabar com o rebelde mongol Basalawarmi. Ma He, então com apenas onze anos de idade, foi tomado cativo e castrado, convertendo-se assim num eunuco. Foi enviado para a Corte Imperial, onde era chamado de 'San Bao', que significava 'Três Joias'. Acabou se tornando um conselheiro de confiança do imperador Yongle (o terceiro imperador da dinastia Ming, tendo reinado entre 1403 e 1424), ajudando-o a depor o seu antecessor, o imperador Jianwen. Em troca do serviço meritório, o eunuco recebeu do imperador Yongle o nome de Zheng He.
Estudou em  Nanjing Taixue (Colégio Central Imperial). Suas missões exibiram impressionantes demonstrações de  sua capacidade organizativa e poder tecnológico, mas não produziram grandes resultados em comércio já que Zheng He foi um almirante e um oficial, mas não um mercador.
Em 1425, o imperador Hongxi o nomeou para ser Defensor de Nanquim. Em 1428, o imperador Xuande designou-o para completar a construção do magnífico templo Da Baoen, um templo budista de nove andares em Nanquim, e em 1430 o nomeou para liderar a sétima e última expedição para o "Oceano Ocidental".
Zheng He navegou a Malaca no século XV e trouxe consigo uma princesa chinesa, a Princesa Hang Li Po. Ela teria de desposar o rei de Malaca. A princesa foi com seus 1 500 serviçais, que se assentaram eventualmente em Bukit Cina, em Malaca. Os seus descendentes são conhecidos na atualidade como Baba (o título masculino) e Nyonya (o título feminino).
Em 1424, o imperador Yongle faleceu. Seu sucessor, Hongxi (governante de 1424 a 1425), decidiu reprimir a influência dos eunucos na corte. Zheng He realizou uma última viagem sob o governo do imperador Xuande (governante de 1426 a 1435), mas, depois disso, as frotas de tesouro chinesas terminaram. Ainda que sua tumba se encontre em Nanquim, na colina de  Niushou (em 1985, a sepultura foi restaurada), é muito possível que tenha morrido em alto-mar e que seu cadáver tenha sido lançado ao mar. Também construiu os estaleiros de Nanquim, que ainda funcionam atualmente.
Zheng He morreu durante a última viagem da frota do tesouro, na viagem de regresso após a frota chegar a Ormuz em 1433.

## Viagens

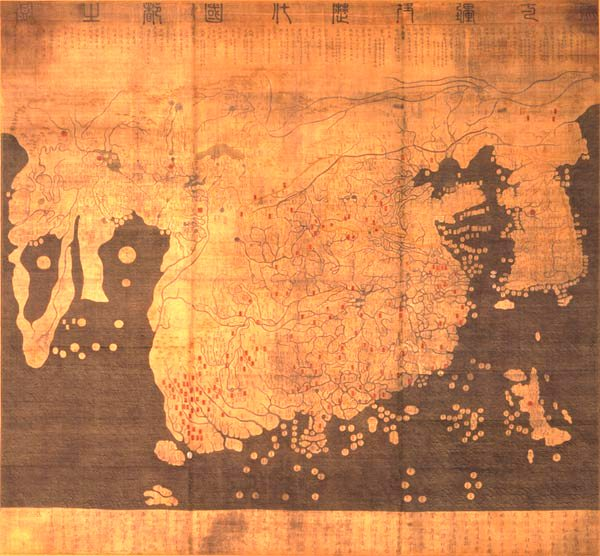
O Mapa Kangnido (1402) antecede as viagens de Zheng e sugere que tinha bastante informação geográfica do Velho Mundo.

| Viagem    | Anos      | Regiões e Países Visitados |
| --------- | --------- | --- |
| 1ª Viagem | 1405–1407 | Champa, Java, Palembang, Malaca, Aru, Samudera, Lambri, Ceilão, Kollam, Cochin, Calecute                                                                                      |
| 2ª Viagem | 1407–1409 | Champa, Java, Siam, Kochi, Ceilão |
| 3ª Viagem | 1409–1411 | Champa, Java, Malaca, Sumatra, Ceilão, Quilon, Kochi, Calecute, Sião, Lambri, Kayal, Coimbatore, Puttanpur                                                                    |
| 4ª Viagem | 1413–1415 | Champa, Java, Palembang, Malacca, Sumatra, Ceilão, Cochin, Calicut, Kayal, Pahang, Kelantan, Aru, Lambri, Ormuz, Maldivas, Mogadíscio, Barawa, Melinde, Áden, Mascate, Dhofar |
| 5ª Viagem | 1416–1419 | Champa, Pahang, Java, Malaca, Samudera, Lambri, Ceilão, Sharwayn, Kochi, Calecute, Ormuz, Maldivas, Mogadíscio, Barawa, Malindi, Áden                                         |
| 6ª Viagem | 1421–1422 | Ormuz, Este de África, outros países da Arábia |
| 7ª Viagem | 1430–1433 | Champa, Java, Palembang, Malaca, Sumatra, Ceilão, Calecute, Fengtu... (18 países no total)                                                                                    |

### Controvérsia de Menzies
No livro 1421: O ano em que a China descobriu o mundo, o autor Gavin Menzies defende que uma frota de 1.000 navios comandada por Zheng He explorou virtualmente todo o globo, descobrindo a África Ocidental, a América (incluindo o Brasil), a Groenlândia a Islândia, a Antártida e a Austrália.

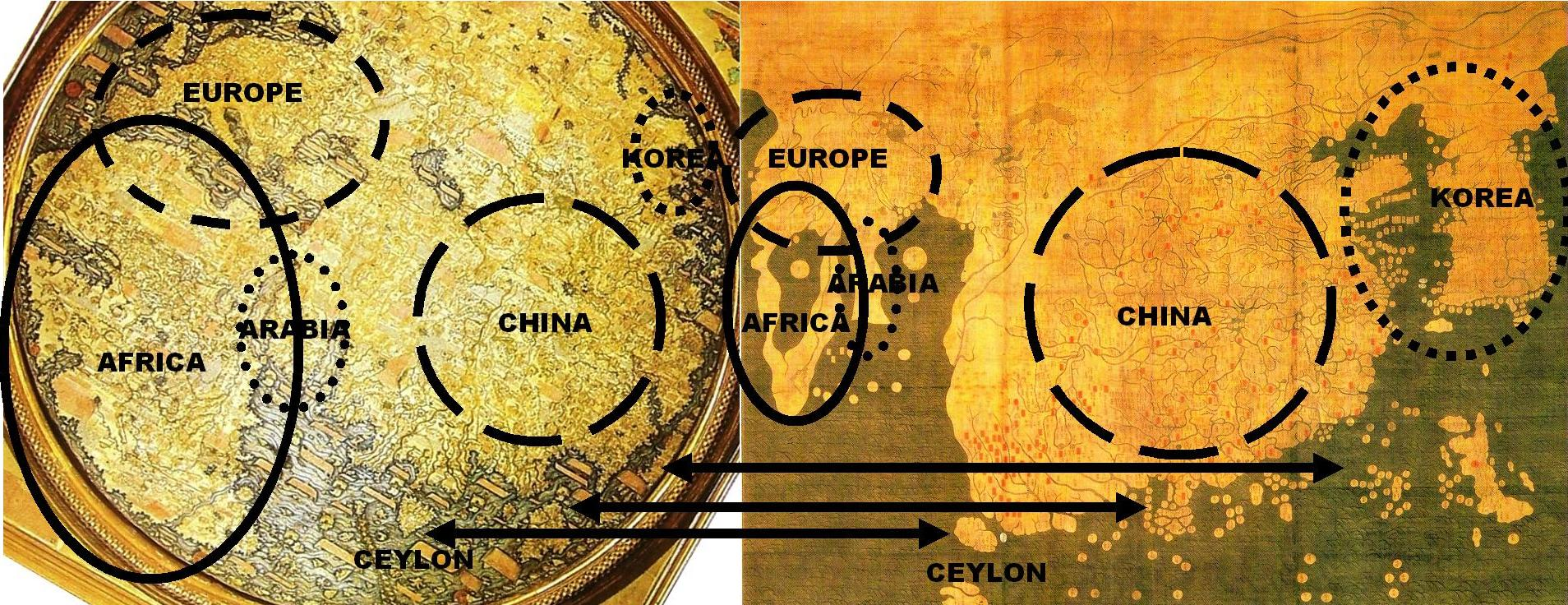
Comparação entre os mapas de Fra Mauro (1457) e Kangnido (1402)

Esta tese tem sido descartada com relativa frequência por alguns historiadores profissionais. A cartografia e os textos chineses da época referem unicamente expedições pelo Índico.
Em relação à hipótese Atlântica, existem apenas algumas teorias baseadas largamente em interpretações de um documento europeu da época, o Mapa de Fra Mauro.

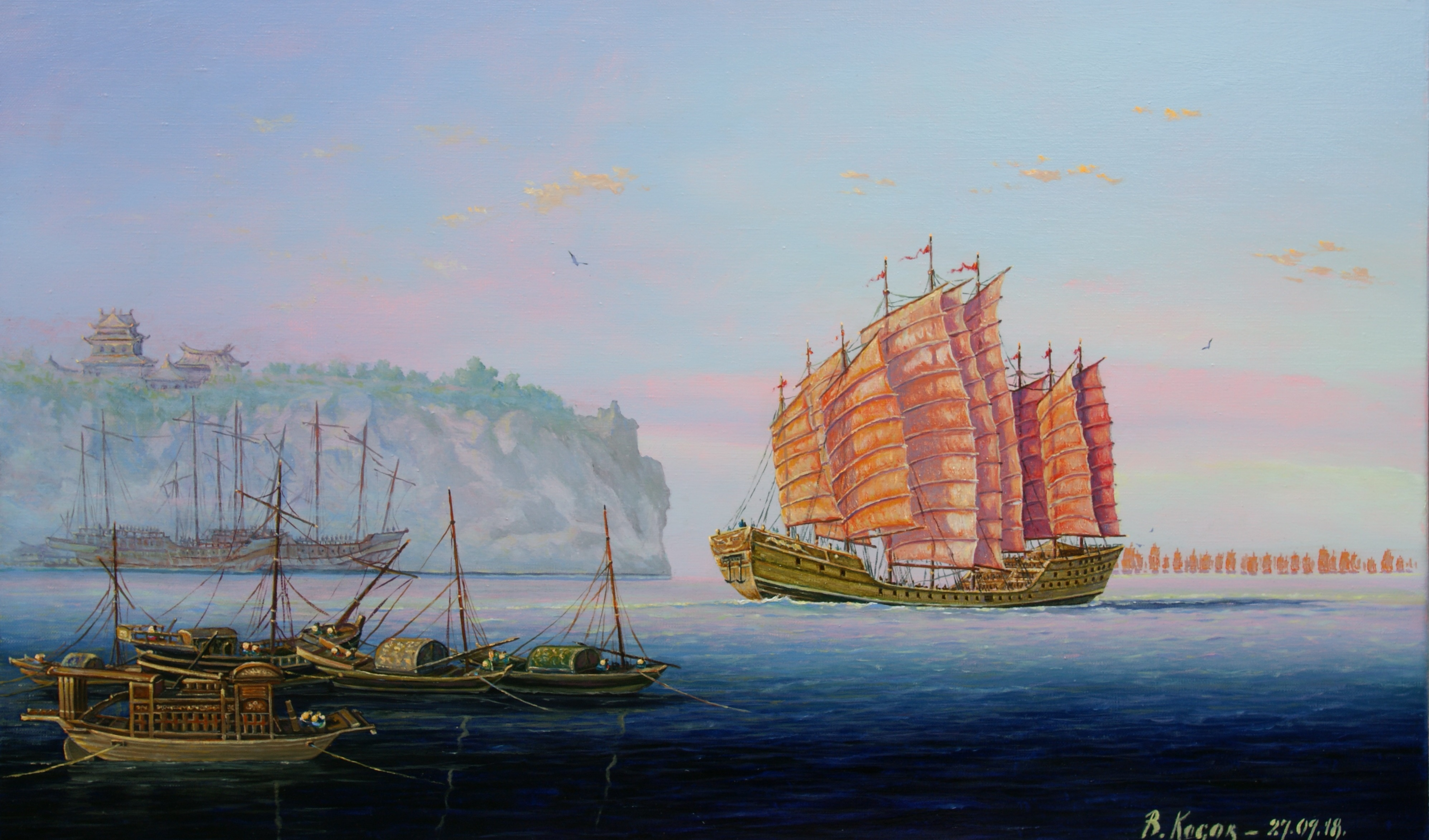
Navio do Tesouro Zheng He

Quanto à dimensão dos navios, citada em textos mais recentes, é considerada exagerada dadas as limitações da tecnologia dos juncos. Relatos de Marco Polo e de outros exploradores europeus da época relatam navios de 2.000 toneladas, o que está muito aquém das dimensões indicadas nestas teorias. A frota chinesa que explorou, em diversas expedições, o Índico até à costa africana seria constituída por não mais de 300 embarcações, das quais algumas poderiam atingir as 2.000 toneladas, sendo contudo na sua maioria constituída por embarcações muito menores e mais práticas. Convém ainda lembrar que um junco, mesmo de 2.000 toneladas, seria extremamente vulnerável ao mau tempo no mar, e que as rotas apontadas por estas teorias passam pelo Cabo da Boa Esperança, pelo Cabo Horn e pelos oceanos Ártico e Antártico.
Outras teorias defendem ainda que algumas das expedições chinesas tenham deixado descendentes na América do Sul, entre povos indígenas que apresentam uma doença genética asiática.

## Zheng He e o Islã no sudeste asiático
O líder religioso e erudito islâmico indonésio Hamka (1908-1981) escreveu em 1961: "O desenvolvimento do Islã na Indonésia e na Malásia está intimamente relacionado com um chinês muçulmano, o almirante Zheng He." Em Malaca ele construiu celeiros, armazéns e uma paliçada e, muito provavelmente deixou para trás muitos dos seus grupos muçulmanos. Grande parte das informações sobre viagens de Zheng He foi compilada por Ma Huan, também muçulmano, que acompanhou Zheng He em várias das suas visitas de inspeção e serviu como seu cronista e intérprete. Em seu livro "A Perspectiva de Conjunto das Costas Oceânicas" (em chinês: 瀛涯勝覽), escrito em 1416, Ma Huan deu relatos muito pormenorizados de suas observações dos costumes e das vidas dos povos nos portos visitados. Zheng He tinha muitos muçulmanos eunucos como seus companheiros. Quando sua frota chegou pela primeira vez em Malaca, já havia chineses de fé muçulmana vivendo lá. Ma Huan fala sobre eles como tángrén (em chinês: 唐人), que eram muçulmanos. Em seus portos de escala, eles ativamente propagavam a fé islâmica, estabelecendo comunidades chinesas muçulmanas e construindo mesquitas.